# Корсел Ферјер
Корсел Ферјер (фр. Corcelles-Ferrières) насеље је и општина у источној Француској у региону Франш-Конте, у департману Ду која припада префектури Безансон.
По подацима из 2011. године у општини је живело 188 становника, а густина насељености је износила 83,56 становника/km². Општина се простире на површини од 2,25 km². Налази се на средњој надморској висини од 220 метара (максималној 270 m, а минималној 217 m).

## Демографија
| 1962. | 1968. | 1975. | 1982. | 1990. | 1999. | 2011. |
| ----- | ----- | ----- | ----- | ----- | ----- | ----- |
| 38    | 45    | 56    | 134   | 156   | 173   | 188   |

График промене броја становника у току последњих година